# 尤特 (堪薩斯州)
尤特（英語：Ute）是位於美國堪薩斯州謝里敦縣的一個鬼鎮。

## 歷史
尤特的郵政局於1886年設立，直到1888年結束營運。

## 地理
尤特所處的海拔為高於海平面896米（即2940英呎），而該地所採用的時區為UTC-6，即北美中部時區（CST）。同時該地設有夏令時間，為UTC-6調快一小時，即UTC-5（CDT）。